# Nó klemheist

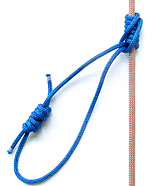

Tipo de nó blocante utilizado no montanhismo.
Mesma utilização do Nó marchand, Nó prussik, Nó autoblocante ou do Nó Bachmann.